# Gaetano Mosca
Gaetano Mosca (1. dubna 1858 – 8. listopadu 1941) byl italský politický vědec, žurnalista a byrokrat. Je mu přikládáno rozvinutí teorie elitářství a doktríny politické třídy a je jedním ze tří zakládajících členů tzv. italské školy elitářství (spolu s Vilfredo Paretem a Robertem Michelsem).

## Život
Narodil se 1. dubna 1858 v Palermu na Sicílii, jež byla o 3 roky později připojena k nově vzniklému Italskému království.

### Akademická kariéra
V roce 1881 vystudoval práva na univerzitě v Palermu, v roce 1887 se přestěhoval do Říma a stal se editorem komory zástupců Itálie (Camera dei Deputati). Příležitostně učil jak v Palermu tak v Římě. V roce 1896 se Mosca stal předsedou ústavního práva na univerzitě v Turíně a tuto pozici držel až do roku 1924, kdy se trvale usadil v Římě, aby na stejné místo na univerzitě v Římě. Současně Mosca zastával několik jiných akademických pozic během svého života.
Během své kariéry Mosca též pracoval jako politický novinář pro listy Corriere della Sera v Miláně (od roku 1901) a La tribuna v Římě (mezi lety 1911 až 1921).

### Politická kariéra
V roce 1909 byl Mosca zvolen do komory zástupců Itálie. Během toho času sloužil jako podtajemník pro kolonie mezi lety 1914 až 1916. V komoře zástupců Itálie sloužil až do roku 1919; poté byl nominován na místo doživotního senátora v Italském království a tuto funkci zastával až do roku 1926. Během fašistické diktatury se Mosca z politického života stáhl a věnoval se učení.
Zemřel 8. listopadu 1941 v Římě.

## Dílo
Mosca je nicméně nejznámější za svou práci politické teorie:
- 1884 – Sulla teorica dei governi e sul governo parlamentare („Teorie vlád a parlamentní vlády“)
- 1896 – Elementi di scienza politica („Prvky politické vědy)“
- 1936 – Storia delle dottrine politiche („Dějiny politických doktrín“)

## Politické myšlenky
Moscův vytrvalý přínos politické vědě je pozorování toho, že vše kromě nejprimitivnějších společností vládly prostřednictvím početní minority. Minoritou nazval politickou třídu. Přestože jeho teorie je správně charakterizovaná jako elitistická, její podstata se ale dalece liší od The Power Elite („Mocenská elita“) od C. Wrighta Millse. Na rozdíl od Millse a pozdějších sociologů chce Mosca vyvinout univerzální teorii politické společnosti a jeho obecnější teorie politické třídy tento cíl reflektují.
Mosca definoval moderní elity v pojmu jejich nadřazených organizačních dovedností. Tyto organizační dovednosti byly obzvláště nápomocny získání politické moci v moderní byrokratické společnosti. Nicméně, Moscova teorie byla liberálnější než např. elitářská teorie Paretova, neboť v Moscově pojetí nejsou elity přirozeně dědičné a lidé ze všech tříd společnosti se teoreticky mohou elitou stát. Též se upínal na koncept „oběhu elit“, který je dialektickou teorií neustálé soutěže mezi elitou, kdy jedna elitní skupina opakovaně nahrazuje druhou v průběhu času.